# Nauru aux Jeux olympiques d'été de 2024
 (mars 2025).
Si vous disposez d'ouvrages ou d'articles de référence ou si vous connaissez des sites web de qualité traitant du thème abordé ici, merci de compléter l'article en donnant les références utiles à sa vérifiabilité et en les liant à la section « Notes et références ».
Nauru  participe aux Jeux olympiques d'été de 2024 à Paris en France. Il s'agit de sa 8e participation à des Jeux d'été.

## Athlètes engagés
| Sport      | Hommes | Femmes | Total |
| ---------- | ------ | ------ | ----- |
| Athlétisme | 1      | 0      | 1     |
| Total      | 1      | 0      | 1     |

## Résultats

### Athlétisme
Nauru bénéficie d'une place attribuée au nom de l'universalité des Jeux. Winzar Kakiouea a égalé le record national du 100 m en 10,82 s un mois avant aux Jeux de la Micronésie de 2024.
| Athlète         | Épreuve        | Tour préliminaire | Tour préliminaire | 1er tour | 1er tour | Demi-finale | Demi-finale | Finale  | Finale  |
| Athlète         | Épreuve        | Temps             | Rang              | Temps    | Rang     | Temps       | Rang        | Temps   | Rang    |
| --------------- | -------------- | ----------------- | ----------------- | -------- | -------- | ----------- | ----------- | ------- | ------- |
| Winzar Kakiouea | 100 m masculin | 11 s 15           | 6e                | Eliminé  | Eliminé  | Eliminé     | Eliminé     | Eliminé | Eliminé |